# 梁福寰
梁福寰（？—），男，中国基督教牧师，曾任中国基督教三自爱国运动委员会副主席，广东省基督教协会会长，广东协和神学院 （页面存档备份，存于）院长，第七、八届全国政协委员。